# Муравьеловковые
Муравьело́вковые, или наземные муравьеловковые, или наземные муравьеловки (лат. Formicariidae), — семейство птиц из подотряда кричащих воробьиных.

## Описание
Представители семейства разнообразны по размерам (от 8 до 36 см длиной), многие с яркой контрастной окраской. Клюв сжат с боков, иногда с крючком на вершине. Ноги у наземных видов длинные, у древесных — короткие. Самцы окрашены контрастно, часто с поперечными полосками или пятнами белого, чёрного или рыжего цвета; самки однотонные.
Распространены от Южной Мексики до Центральной Аргентины. Живут скрытно в лесах или зарослях кустарников. Гнёзда на кустах, реже на земле. В кладке 2 яйца, редко 3; насиживают 14—17 суток. Основная пища — насекомые, главным образом муравьи.

## Систематика

### История систематики
Таксон впервые выделил Джордж Роберт Грей в 1840 году.
К концу XX века семейство муравьеловковых было довольно большим, в него включали 52 рода и более 240 видов. Уже тогда его делили на две обособленные группы: типичных муравьеловковых с 45 родами и наземных муравьеловковых с 7 родами, которым позже присвоили ранг отдельных семейств: Thamnophilidae и Formicariidae. В 2005 году после молекулярно-генетических исследований роды питтовидных муравьеловок, малых муравейниц, бесхвостых муравейниц и мирмотер выделили в отдельное семейство гралляриевых (Grallariidae).

### Классификация
Международный союз орнитологов относит к семейству 2 рода и 12 видов:
- Chamaeza Vigors, 1825 — Дроздовидные муравейницы
- Formicarius Boddaert, 1783 — Питтоподобные муравьеловки